# Neortholomus scolopax
Neortholomus scolopax är en insektsart som först beskrevs av Thomas Say 1832.  Neortholomus scolopax ingår i släktet Neortholomus och familjen fröskinnbaggar. Inga underarter finns listade i Catalogue of Life.